# Лесник из Мэйн-Саута
Лесник из Мэйн-Саута (англ. Main South Woodsman) — прозвище неустановленного серийного убийцы, который по мнению следствия совершил серию убийств девушек и женщин, в период с 2002 года по 2007 год на территории города Вустер, штат Массачусетс. Все жертвы были замечены в занятии проституцией и страдали наркотической зависимостью. Свое прозвище преступник получил вследствие того, что все жертвы в последний раз были замечены живыми на территории района Вустера под названием «Мэйн-Саут» (англ. «Main South»). Личность серийного убийцы не была установлена.

## Серия убийств
В качестве жертв преступник выбирал девушек и женщин латиноамериканского происхождения, имеющих субтильное телосложение, невысокий рост, темный цвет волос и находящихся на момент смерти в возрасте от 29 до 42 лет.
- Первой жертвой преступника стала 29-летняя  Кармен Руди, которая пропала без вести 30 сентября 2002 года на территории Вустера. Девушка имела двух детей от разных мужчин, но занималась их воспитанием в одиночку, так как отцы детей бросили девушку после их рождения. Руди при этом занималась проституцией, страдала наркотической зависимостью и некоторое время проходила лечение от наркозависимости в наркологической клинике на территории Вустера. Ее скелетированные останки были обнаружены год спустя после исчезновения, 29 сентября 2003 года на территории кампуса школы «Hillside High School» в городе Марльборо[4].
- 29-летняя Бецайда Монтальво. Пропала без вести в Вустере в апреле 2003 года. Ее скелетированные останки были обнаружены в сентябре 2003 года на территории кампуса школы Hillside High School в городе Марльборо на расстоянии нескольких десятков метров от места расположения трупа Кармен Руди. Монтальво являлась матерью троих детей, но при этом вела маргинальный образ жизни. Она была замечена в занятии проституцией, страдала наркотической зависимостью и подвергалась уголовной ответственности по обвинению в хранении наркотиков. Женщина отбывала уголовное наказание в тюрьме, расположенной в городе Фреймингхем  и была освобождена в декабре 2002 года. Личность Бецайды Монтальво из-за сильной степени разложения ее тела представители правоохранительных органов не смогли установить, благодаря чему она первоначально проходила в уголовном деле под кодовым именем «Джейн Доу». В октябре 2003 года криминалисты используя скелетные останки восстановили лицо жертвы по черепу  посредством объединения артистизма, антропологии, остеологии и анатомии, после чего распространили посредством СМИ компьютерное изображение лица с целью опознания жертвы. Описания ее одежды и украшений также были разглашены общественности посредством местных газет. На останках женщины были обнаружена  бирюзовая толстовка с застежкой-молнией спереди, красно-черная рубашка бренда «Guess», синие пижамные штаны в клетку и браслет с надписью «Мама №1», однако это в конечном итоге ни к чему не привело. В декабре 2003 года останки ее скелета были отправлены в «Смитсоновский институт», расположенный в Вашингтоне, где в ходе сравнения фотоснимков и компьютерного изображения личность Монтальво была предварительно опознана, а потом подтверждена свидетельствами ее родственников и результатами ДНК-экспертизы в апреле 2004 года[5].

В ходе расследования полиция нашла свидетеля, 59-летнего жителя Вустера по имени Джозеф Парсон, который заявил о том, что знал Кармен Руди и видел ее однажды в компании с Бецайдой Монтальво.
- 33-летняя Динелия Торрес. Пропала без вести осенью 2003 года. Тело женщины было обнаружено в лесиситой местности города Гудзон 3 марта 2004 года на расстоянии 2 километров от места расположения останков Кармен Руди и Бецайды Монтальво. В ходе расследования выяснилось, что Торрес как и другие жертвы серийного убийцы была замечена в занятии проституцией и увлекалась наркотическими средствами. Будучи подростком Торрес родила ребенка, вследствие чего бросила школу. После того как отец ее ребенка ушел из семьи, Динелия начала вести маргинальный образ жизни. В 1994 году она подвергалась уголовной ответственности за угон автомобиля, а начиная с 1993 года страдала наркозависимостью, вследствие чего служба опеки и попечительства забрала у нее двух сыновей. В начале 2000-х Динелия Торрес совместно с другой жертвой Кармен Руди проходила лечение в наркологической клинике города Вустер, однако следствие не нашло доказательств того факта, что женщины были знакомы[6][7].
- 42-летняя Венди Морелло. Как и другие жертвы серийного убийцы, Венди Морелло была замечена в занятии проституцией и употребелении наркотических средств. В 1995 году она подвергалась уголовной ответственности по обвинению в хранении наркотика. Венди являлась матерью двух детей, но последние годы жизни она провела в тюрьме по обвинению в занятии проституцией и совершении кражи, а после освобождения перед своим исчезновением вела бродяжнический образ жизни ,жила с бездомными на улице или у знакомых. Морелло пропала без вести 5 сентября 2004 года на территории Вустера. Подруга Венди, у которой она проживала на тот момент, заявила полиции в ходе расследования, что примерно в 4 часа утра 5 сентября Венди Морелло собиралась лечь спать, но внезапно выбежала из дома через парадную дверь и исчезла в неизвестном направлении. По словам ее подруги, Венди Морелло перед своим исчезновением не спала несколько дней, принимала огромные дозы наркотических средств и страдала галлюцинациями. Тело жертвы было обнаружено спустя 8 дней после ее исчезновения в мусорном контейнере на территории города Йорк, (штат Мэн). Личность жертвы была установлена на основании результатов криминалистическо-дактилоскопической экспертизы и на основании сохранившихся татуировок. Преступник не проводил с телом жертвы никаких постмортальных манипуляций, так как ее тело было обнаружено полностью одетым, а на теле женщины остались ювелирные украшения[8][9][10].
- 35-летняя Линида Оливейра. Женщина являлась матерью 11 детей и пропала без вести в январе 2007 года, через две недели после того, как родила девочек-близнецов. Родственники подали заявление о ее исчезновении в мае того же года, заявив что Линида вела маргинальный образ жизни и имела хронические проблемы с наркотическими средствами начиная с 1997 года. По словам ее родственников, Оливейра прибыла в США из Пуэрто-Рико в 1988 году и к 1999 году родила шестерых детей, которых у нее отобрала служба опеки и попечительства вследствие ее маргинального образа жизни. Останки Линиды Оливейра были обнаружены в лесистой местности города Рутлэнд 4 сентября 2007 года. В ходе расследования следствие склонялось к версии, что убийцей женщины являлся знакомый ей человек, так как по словам ее сестры Мэрилин, Линида прежде чем отправиться на свидание с молодым человеком, оставляла сестре его данные и номер сотового телефона в случае, если это был незнакомый ей человек, однако перед своим исчезновением Оливейра не оповестила никого из своих родственников о своих планах, вследствие чего следствие предположило, что человек, который видел Линиду в последний раз живой и который вероятно стал ее убийцей - был хорошо ей знаком[11].

## Расследование
В ходе расследования поиском преступником занялось ФБР, которое сформировало целевую группу. Эксперты по криминальному профилированию, действующие в Нью-Джерси, состоящие из экспертов разных областей знаний в сентябре 2007 года составили психологический портрет подозреваемого. Согласно их выводам, преступник был занят низкоквалифицированным трудом, возможно работал рабочим на стройке или водителем грузовика. На момент совершения преступления он находился в возрасте  от 28 до 41 года и имел в своем распоряжении личный автомобиль. Этот мужчина родился в социально-неблагополучной семье, где подвергался сексуальному и физическому насилию со стороны родственников и испытывал в дальнейшие годы мизогинию по отношению к представительницам женского пола. По мнению профилеров, преступник не был женат и страдал психическими расстройствами на сексуальной почве, вследствие чего много свободного времени проводил в т.н. кварталах красных фонарей, в обществе проституток и сутенеров. Также эксперты предполагали, что этот человек долгое время проживал в Вустере или в соседних с ним городах, на протяжении жизни сталкивался с системой уголовного правосудия, подвергался уголовной ответственности, возможно был замечен в вуайеризме или в жестоком обращении с животными..
В 2008 году основным подозреваемым в совершении убийств стал 38-летний житель города Берлин - Алекс Шесны, которому весной 2008 года были предъявлены обвинения в совершении изнасилования девушки на территории Вустера и в совершении убийства проститутки Терезы Стоун, которая была избита и задушена в городе Фитчбург в 1996 году. Представители окружной прокуратуры Вустера в мае 2008 года заявили о том, что в ходе расследования были обнаружены косвенные доказательства причастности Алекса Шесны к совершению серии убийств.
Начиная с 1996 года Шесны неоднократно был замечен в демонстрации агресивного поведения по отношению к девушкам и женщинам и несколько раз подвергался арестам по обвинению в физическом насилии и совершении изнасилования. В 1996 году он был арестован  по обвинению в избиении проститутки, по обвинению в совершении изнасилования и попытке удушения женщины и по обвинению в сексуальных домогательствах по отношению к несовершеннолетней девочке, но в конечном итоге часть обвинений была с него снята когда жертвы не явились в суд, а другая часть обвинений была смягчена, вследствие чего он получил в качестве уголовного наказания небольшой срок лишения свободы. В 2002 году Алекс Шесны проходил подозреваемым в деле изнасилования девушки на территории города Харвич. После изнасилования он пытался задушить жертву галстуком. После его ареста и окончания расследования, прокуратура готова была обратиться в суд, но из-за смерти жертвы преступления, обвинения с Шесны были сняты и уголовное дело было закрыто, так как вся обвинительная база строилась исключительно на показаниях жертвы изнасилования. Помимо этого, было установлено что семья Алекса Шесны владела фермой в Мальборо, недалеко от расположения школы, поблизости которой были найдены останки 29-летней Бецаиды Монтальво, 29-летней Кармен Руди и 33-летней Динелии Торрес, а сам он в тот период проживал в Марльборо и был прекрасно знаком с этим районом города.
Однако в ходе допросов, Алекс Шесны отказался от сотрудничества со следствием и не признал свою причастность к совершению серии убийств. Весной 2012 года Алекс Шесны был осужден по обвинению в совершении убийства 39-летней Терезы Стоун в октябре 1996 года на основании результатов ДНК-анализа биологических следов семенной жидкости, обнаруженной на теле жертве, после чего получил в качестве уголовного наказания пожизненное лишение свободы.
Несмотря на то, что Алекс Шесны не был исключен из числа подозреваемых, по состоянию на август 2023 года ему не было предъявлено никаких обвинений и личность серийного убийцы, ответственного за серию убийств в Вустере так и не была установлена.